# Marcomagus
Marcomagus ist ein römerzeitlicher Siedlungsbezirk an der Römerstraße Trier–Köln. Er ist im Itinerarium Antonini als „Marcomago Vicus“ und auf der Tabula Peutingeriana als „Marcomagus“  verzeichnet.
Der Eifelort Marmagen im Kreis Euskirchen leitet seinen Namen von diesem römischen Vicus ab. Die heutige Ortslage von Marmagen weist aber keine nennenswerten römischen Siedlungsspuren auf. Marmagen geht daher wohl auf eine oft vorkommende Namensübertragung in merowingischer Zeit, d. h. im 6. oder 7. Jahrhundert, oder danach zurück.
Marcomagus ist zwischen Marmagen und Nettersheim an der Urft anzunehmen. Der ursprüngliche Straßenvicus entwickelte sich in der römischen Kaiserzeit zu einem umfangreichen Siedlungsbezirk mit Tempelanlagen, Werk- und Fabrikationsplätzen und einem dementsprechenden dichten Netz von Wegen und Straßen. Eine hohe Funddichte römischer Spuren belegt eine kulturelle und wirtschaftliche Blütezeit. In der Nähe von Marcomagus beginnt in der Flur „Grüner Pütz“ die römische Eifelwasserleitung, der sogenannte Römerkanal, der Eifelwasser in die Colonia Claudia Ara Agrippinensium, das römische Köln, leitete.
Seit 2009 wird in der Gemarkung Nettersheim an der Urft ein römischer Vicus archäologisch untersucht, und am 18. Mai 2014 wurde im Bereich des Vicus ein Archäologischer Landschaftspark eröffnet, in dem sich die teilrekonstruierte Görresburg befindet und im Bereich „Auf der Alten Gasse“ einige Streifenhäuser sowie am „Steinrütsch“ das Kleinkastell angedeutet sind.

## Forschungsgeschichtlicher Überblick

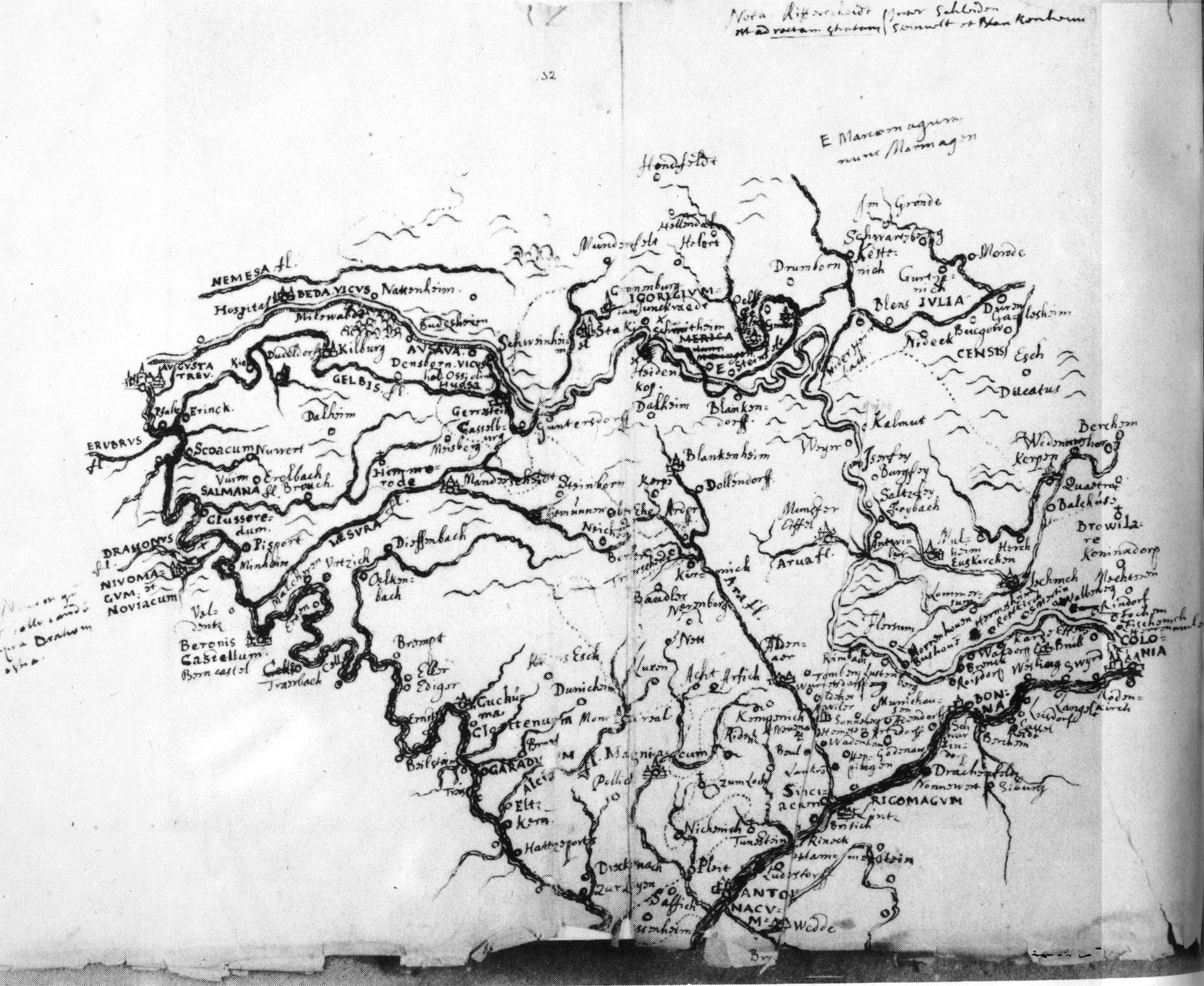
Eifelkarte von Alexandre von Wiltheim (1604–1695)

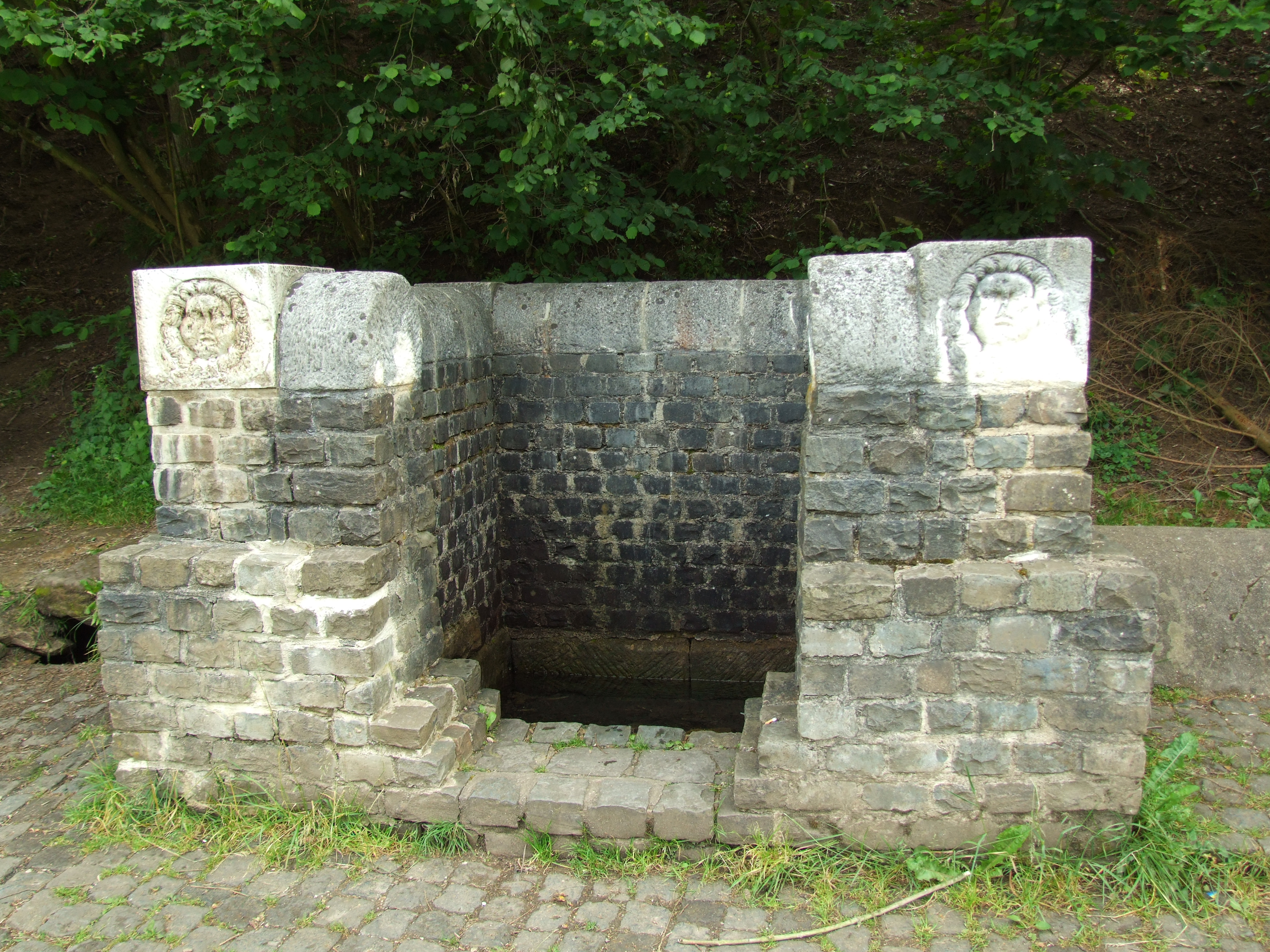
Quellfassung der Eifelwasserleitung nach Köln am „Grünen Pütz“ bei Nettersheim

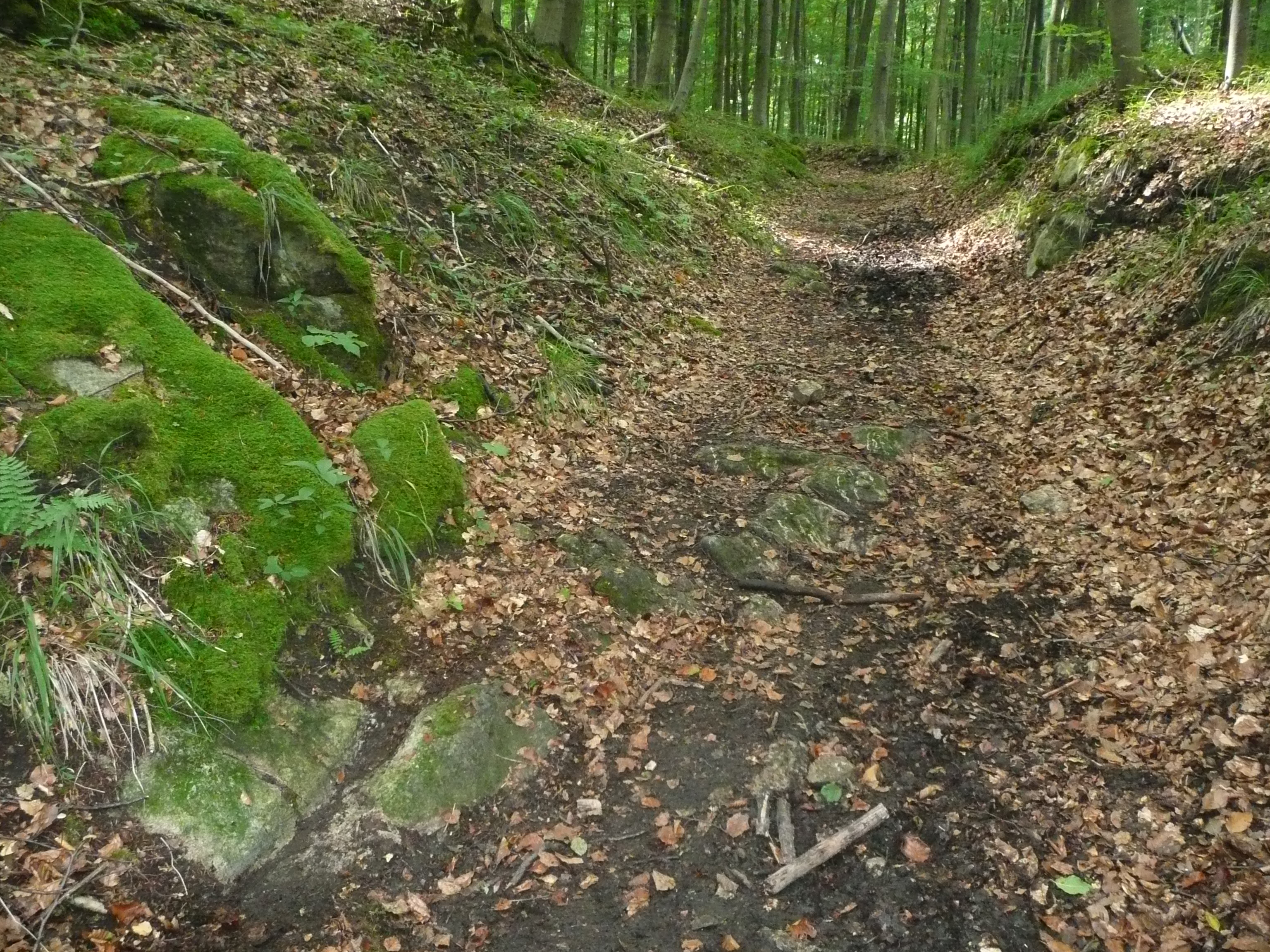
Römerstraße im Hang des Urfttales bei Nettersheim mit deutlicher Spurrille im Fels unten links

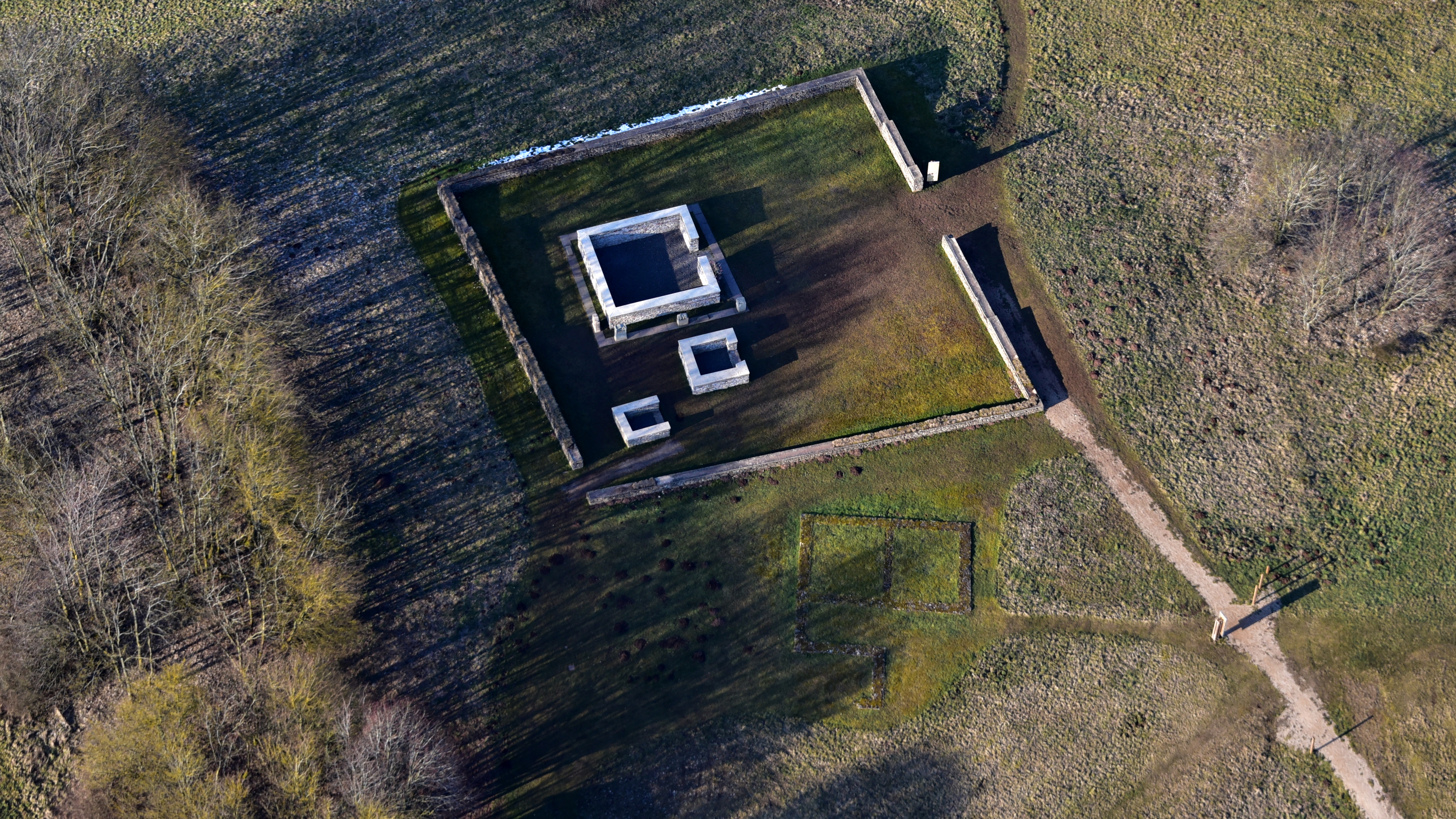
„Görresburg“ am nördlichen Ende des Vicus

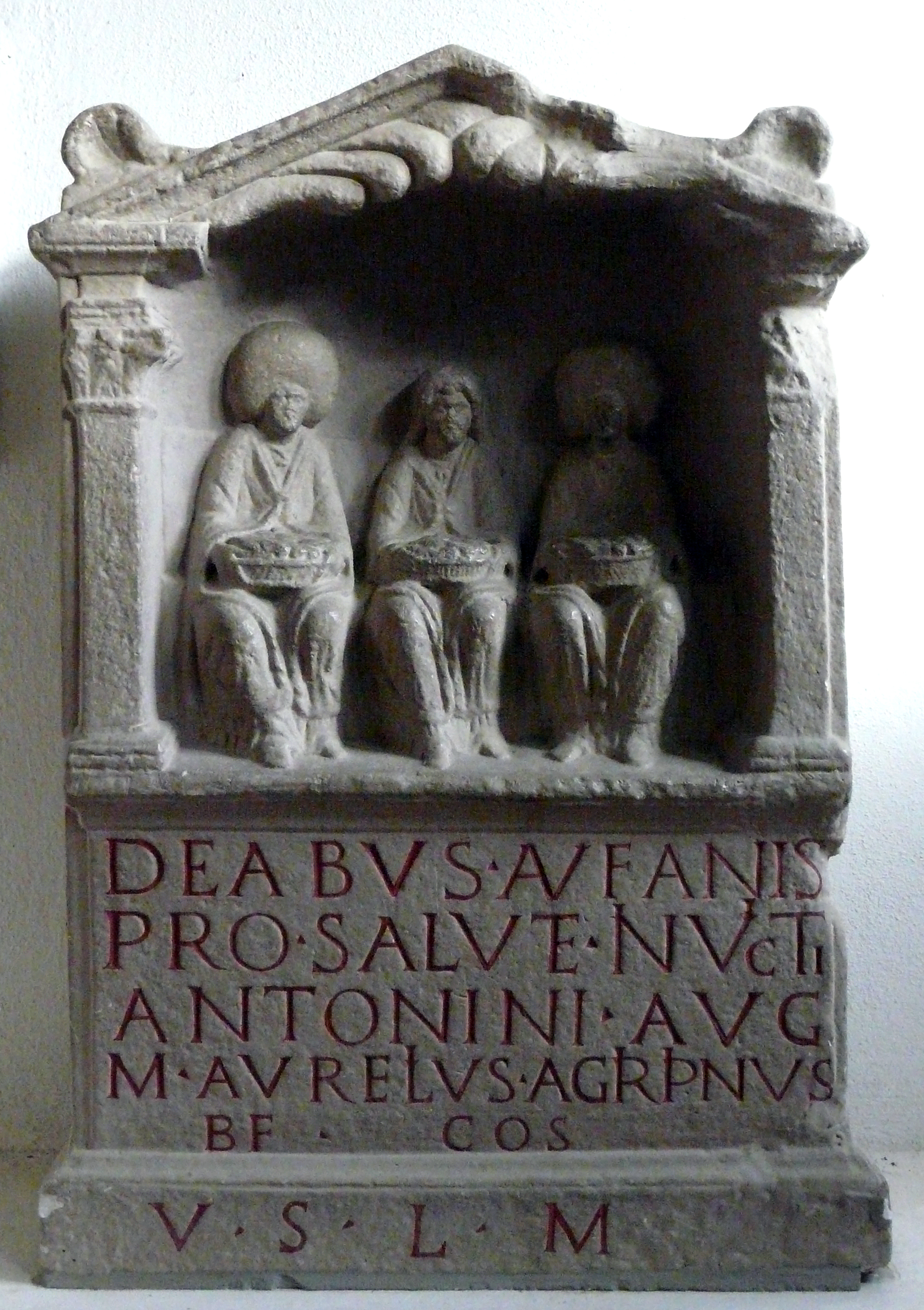
Abguss eines von der „Görresburg“ stammenden Matronensteins für die Matronae Aufaniae. Gestiftet wurde der Weihestein von dem Straßenpolizisten Marcus Aurelius Agripinus.

Insbesondere für die Marmagener Ortsgeschichte ist es wichtig, wann der Vicus „Marcomagus“ an der Römerstraße Trier–Köln, deren Bau Voraussetzung für die Entstehung des Vicus war, gegründet wurde; auch die Frage, wo er lag, ist schon sehr alt:

### Marcomagus in der alten Literatur
Der römische Historiker Tacitus verweist indirekt auf die Römerstraße nach Trier im 41. Kapitel des 1. Buches seiner Annalen, in dem er über die Meuterei der Legionen im Jahr 14 n. Chr. schreibt.
In den Gesta Treverorum des 12. Jahrhunderts wird berichtet, dass zur Zeit des heiligen Maternus die Trierer einen unterirdischen Kanal durch den Bedagau bis Köln erbaut hätten, um ihre Kölner Freunde auf diese Weise mit Wein zu versorgen. Im Volksmund erhielt das Bauwerk den Beinamen Teufelskanal.
In der geographisch-historischen Literatur des 17. und 18. Jahrhunderts, so bei Aegidius Gelenius, Christoph Brouwer und Johann Friedrich Schannat stellen Marcomagus bzw. Marmagen, die Römerstraße Trier–Köln, die in dieser Zeit noch in Teilen als Verkehrsweg benutzt wird, und der Römerkanal eine ungeschiedene Einheit dar.

### Der berüchtigte Marmagener Meilenstein
Ein Streit über das Alter der Römerstraße und somit auch des an ihr gelegenen Marcomagus – ausgetragen in den Schriften des Vereins der Altertumsfreunde Bonn – entzündet sich an dem sogenannten Marmagener Meilenstein.
Johann Friedrich Schannat berichtet auf den ersten Seiten der Eiflia illustrata von 1739, dass der Graf von Manderfeld-Blankenheim in seinem Museum auf Burg Blankenheim einen römischen Meilenstein beherberge, den er im Jahre 1590 im „Busch Morall“ bei Marcomagus gefunden habe. Eine frühere Nachricht von diesem Meilenstein ist im 4. Kapitel des 3. Buches des Werkes Luciliburgensia sive Luxemburgum Romanum von 1680 des luxemburgischen Gelehrten und Archäologen Alexander von Wiltheim (1604–1684) zu finden, in dem er die Römerstraße Trier-Köln beschreibt. Die von Schannat und Wiltheim überlieferte Inschrift des Meilensteines ist aber nicht übereinstimmend.
Schannat vermerkt auch, dass dieser Meilenstein verloren gegangen sei, nachdem die Grafen von Manderfeld-Blankenheim ihren Blankenheimer Besitz verlassen mussten. Die von ihm erwähnte Ortsbezeichnung „Busch Morall“ findet sich in der Tranchotkarte und bezeichnet einen bewaldeten Bergrücken u. a. in der Gemarkung Nettersheim östlich der Urft. Der in der Tranchotkarte „Mürell Busch“ genannte bewaldete Bergrücken heißt heute „Der Mürel“.
Da in der überlieferten Inschrift des Steines der römische Statthalter Marcus Vipsanius Agrippa erwähnt worden sein soll, der 12 v. Chr. gestorben ist, begründen Schannat und in der Folge viele andere Eifelhistoriker damit die Annahme, dass die Römerstraße Köln-Trier schon vor Christus gebaut worden sei, und folgern daraus, dass der Vicus „Marcomagus“ mehr als 2000 Jahre alt ist.
Der Mechernicher Bergbeamte Bernhard Clemens August Eick und andere Altertumsforscher weisen darauf hin, dass in der Inschrift des Meilensteines die Colonia Claudia Ara Agrippinensium, das römische Köln, erwähnt wird, wohin die Entfernung mit 39.000 Passus angegeben ist. Da aber die Colonia Claudia Ara Agrippinensium erst 50 ausgerufen worden sei, so ihre Argumentation, könne dieser Stein nicht aus vorchristlicher Zeit stammen. Nach Eick stammt der Meilenstein aus dem Jahre 226 n. Chr. und hat keine Inschrift, die Marcus Vipsanius Agrippa nennt.

### Bodenprospektion des 19. Jahrhunderts
Erst im 19. Jahrhundert, ausgelöst durch die  französische und preußische Kartenaufnahme der Rheinlande 1800–1828, rückt die Frage in den Mittelpunkt, wo geographisch genau Marcomagus anzusiedeln sei. Friedrich Wilhelm Schmidt und Bernhard Clemens August Eick machen sich anhand der alten Beschreibungen in die Eifel auf und treffen auf Überreste der römischen Wasserleitung mehrere Kilometer entfernt vom Dorf Marmagen im Urfttal; Eick untersuchte den Beginn der Eifelwasserleitung in einer Flur namens „Grüner Pütz“.
Auch der preußische General von Veith erkundete in den 1880er Jahren die Römerstraße Trier–Köln. Der Kustos des Provinzialmuseums Bonn, Joseph Hagen, fasste 1923 und 1931 die damaligen Erkenntnisse zu diesem römischen Verkehrsweg im 8. Band der Erläuterungen zum Geschichtlichen Atlas der Reinlande zusammen, wobei auch die Forschungen von F. W. Schmidt und C. von Veith berücksichtigt wurden.
Hagen findet in Übereinstimmung mit seinen Vorgängern einen weitgehend einheitlichen Verlauf der römischen Fernstraße von Trier bis Icorigium. Bei dem  nachfolgenden Streckenabschnitt über den Nettersheimer Rücken und durch das Urfttal forderten die naturlandschaftlichen Bedingungen schon von den Römern Kompromisse in Bezug auf die gradlinige Streckenführung ihrer Fernstraße. So tritt im Bereich von Marcomagus ein unübersichtliches Bild von Zweigen, Nebenzweigen und Kreuzungen der Römerstraße zu Tage. Da Hagen und seine Vorgänger aber weder eine Zeitstellung noch eine Klassifizierung der Straßenfunde vornehmen, vielmehr von gleichzeitigen und gleichrangigen Straßenzügen ausgehen, so konkurrieren ihre Erkenntnisse um den vermeintlich authentischen Streckenverlauf erheblich.
Der Besitzer der damaligen Kneipp’schen Kuranstalt in Nettersheim Paul Meller ließ am „Steinrütsch“ 1895 ein Viereck mit 10 m Seitenlänge ausheben und fand römische Sandsteinblöcke und anderes Baumaterial von Gebäuden, die durch Brand zerstört worden sein müssen; in der Asche befanden sich auch Münzen und sonstige Gegenstände.

### Neuere Forschungsansätze
In den neueren Forschungen ist das erkenntnisleitende Interesse nicht mehr allein von territorialstrategischen Aspekten bestimmt. Die praktischen Lebensverhältnisse im römischen Rheinland stehen im Mittelpunkt der Forschung, und die dreihundertjährige siedlungsgeschichtliche Entwicklung des ursprünglich römischen Straßenpostens „Marcomagus“ zu einem kulturell und wirtschaftlich ausgedehnten Siedlungsbezirk rückt in den Blickpunkt.
Bezogen auf die Infrastruktur müssen damit bei den Römerstraßen neben der eigentlichen Fernstraße Trier–Köln als via militaria (Heerstraße) die via vicinalis (Provinzstraße oder Landstraße), und vor allem die via privata, die Privatstraße, in Betracht gezogen werden, die als Verbindungsstraße zwischen römischen Gutshöfen oder als Wirtschaftsweg zu Ackerterrassen und Pingenfeldern diente.
Neue und zugleich unerwartete Erkenntnisse brachte die luftarchäologische Prospektion der Nettersheim-Marmagener Hochfläche in den 1980er Jahren durch Gunter Amtmann: Auf Luftbildern lässt sich hier die Römerstraße Trier–Köln erkennen, da sie sich farblich als heller Streifen von den übrigen Ackerflächen abhebt. Seit 1994 unternimmt das Rheinische Amt für Bodendenkmalpflege neue Bodenuntersuchungen zum nordrhein-westfälischen Streckenabschnitt der Römerstraße Trier-Köln.

### Ausgrabungen im Bereich des Vicus
Folgende Ausgrabungen wurden bisher im Bereich des Vicus durchgeführt:
- Die „Görresburg“ wurde im Jahre 1909 von Joseph Hagen und Hans Lehner ausgegraben.[22]
- 1965 erfolgte der Versuch einer Ausgrabung am „Steinrütsch“ durch Walter Sage, die aber bedingt durch Wassereinbrüche nur Teilergebnisse brachte.[23]
- Seit Herbst 1975 wurden in der Gemeinde Nettersheim in vier römischen Denkmalbezirken bekannte Befunde gesichert und teilweise teilrekonstruiert; dazu gehörten auch der „Steinrütsch“ und die „Görresburg“.[24]
- 2009 begannen die archäologischen Untersuchungen des gesamten Vicus durch das Archäologischen Institut der Universität Köln; die Ausgrabungen umfassen den „Steinrütsch“, die „Görresburg“ und auch den Bereich „Auf der Alten Gasse“.

## Die archäologischen Untersuchungen des Vicus seit 2009

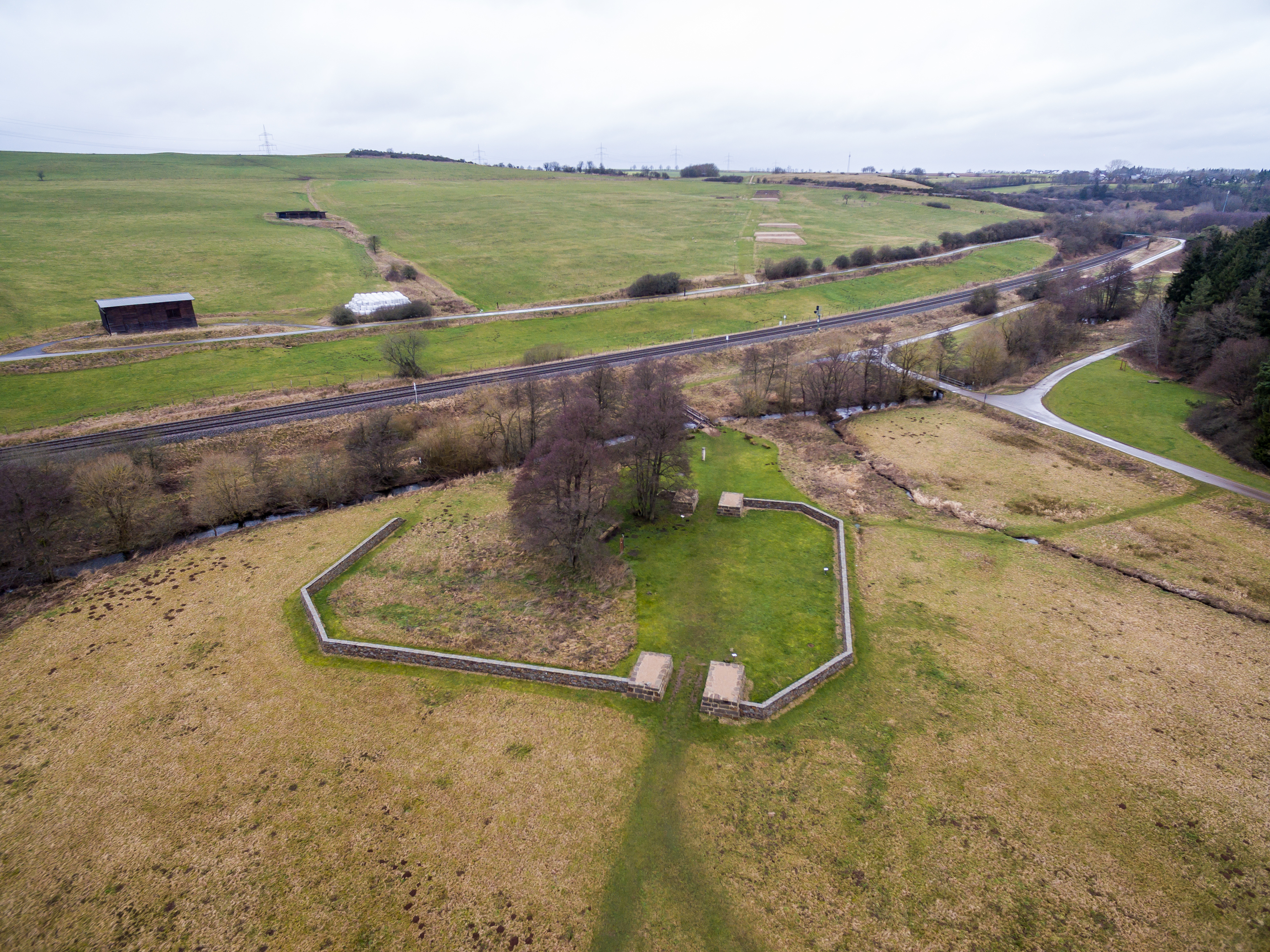
Blick auf den „Steinrütsch“ mit dem angedeuteten Kleinkastell und auf den Bereich „Auf der Alten Gasse“. Zwischen beiden Bereichen befinden sich die Urft und die Bahntrasse.

Seit 2009 wird das Gebiet vom „Steinrütsch“ bis zur Görresburg vom Archäologischen Institut der Universität Köln untersucht.
Man erforscht hierbei einen römischen Vicus, der sich von der „Görresburg“ (50° 28′ 56″ N, 6° 37′ 5″ O) bis zum „Steinrütsch“ (50° 28′ 39″ N, 6° 37′ 19″ O) in der Urftaue erstreckte.
Er hatte eine überregionale Bedeutung.
Der Vicus bestand bis Anfang des 5. Jahrhunderts. Wahrscheinlich handelt es sich hierbei um den gesuchten Vicus mit dem Namen „Marcomagus“.
Seit 2009 finden jetzt jedes Jahr im Sommer im Bereich des Vicus, besonders am „Steinrütsch“, Ausgrabungen statt.

### Topographie
Der Vicus lag teilweise im Tal an der Urft („Steinrütsch“; Höhe über NHN: ca. 460 m) und erstreckte sich dann etwa 600 m weit entlang der geradlinig verlaufenden römischen Fernstraße, die über den leicht nach Südosten geneigten Talhang (Bereich „Auf der Alten Gasse“) Richtung Nordnordwest hinauf zur „Görresburg“ (ca. 500 m ü. NHN) führte; hinter dem Tempelbezirk geht es dann wieder steil hinab in das Tal des Schleifbach, der in die Urft mündet.
Im Jahre 1870 wurde eine entlang der Urft verlaufende Bahnstrecke gebaut, die den Vicus zerschneidet und den Bereich „Steinrütsch“ von dem Bereich „Auf der Alten Gasse“ trennt.

### Bereich „Auf der Alten Gasse“
Mitten durch den Vicus verlief die römische Fernstraße von Trier nach Köln.
Im Bereich „Auf der Alten Gasse“ zwischen „Görresburg“ und „Steinrütsch“ befanden sich Streifenhäuser aus Bruchstein oder Fachwerk entlang der hier 8 m breiten Fernstraße.
Die Befunde im Vicus deuten darauf hin, dass er im letzten Drittel des 3. Jahrhunderts von einer Brandkatastrophe heimgesucht wurde, in deren Folge die Gebäude im Bereich „Auf der Alten Gasse“ weitgehend aufgegeben wurden.
Die Brandkatastrophe hängt wohl mit einem Germaneneinfall zusammen.

### Bereich „Steinrütsch“
Der „Steinrütsch“ war wahrscheinlich das Siedlungszentrum des Vicus, der vom 1. bis ins frühe 5. Jahrhundert bestand.
Am „Steinrütsch“ wurde auch ein großes Hofgebäude entdeckt, das vielleicht die Station der Benefiziarier (Straßenpolizisten) war, die auf den Weihesteinen von dem Matronenheiligtum „Görresburg“ genannt werden.
Bevor der von Trier kommende Reisende die Urft überquerte, musste er in der Spätantike am „Steinrütsch“ ein Kleinkastell passieren.
Funde von Metallschlacken und von Überresten birnenförmiger Schmelzöfen auch außerhalb des „Steinrütsch“ belegen, dass im Vicus intensiv Eisen produziert wurde.

### „Görresburg“
Die Görresburg ist ein Tempelbezirk, in dem die Matronae Aufaniae verehrt wurden.
Das Matronenheiligtum wurde schon im Jahre 1909 von Joseph Hagen und Hans Lehner archäologisch untersucht und in den Jahren 1976 und 1977 teilrekonstruiert.
Auch bei den Ausgrabungen seit 2009 wurde das Matronenheiligtum erneut archäologisch untersucht.
Das Heiligtum existierte noch nicht in vorrömischer Zeit, sondern seit der zweiten Hälfte des 1. Jahrhunderts;
aus dieser Zeit stammte ein kleiner bei den Ausgrabungen gefundener Erdaltar, der der Mittelpunkt eines mit einem Holzzaun eingefriedeten kultischen Bereichs war, und mehrere Gruben, in denen sich zum Teil auch Asche befand.
Der heute rekonstruierte Haupttempel wurde Mitte des 2. Jahrhunderts errichtet.
Das Heiligtum bestand wahrscheinlich bis Anfang des 5. Jahrhunderts.
Marcus Pettronius Patroclus, Gaius Lucretius Fatius und Marcus Aurelius Agripinus waren drei von den Straßenpolizisten, Benefiziarier, die von den Inschriften der an der „Görresburg“ gefundenen Matronensteine bekannt sind.

## Römerzeitliche Funde und Befunde im Gebiet von Marcomagus

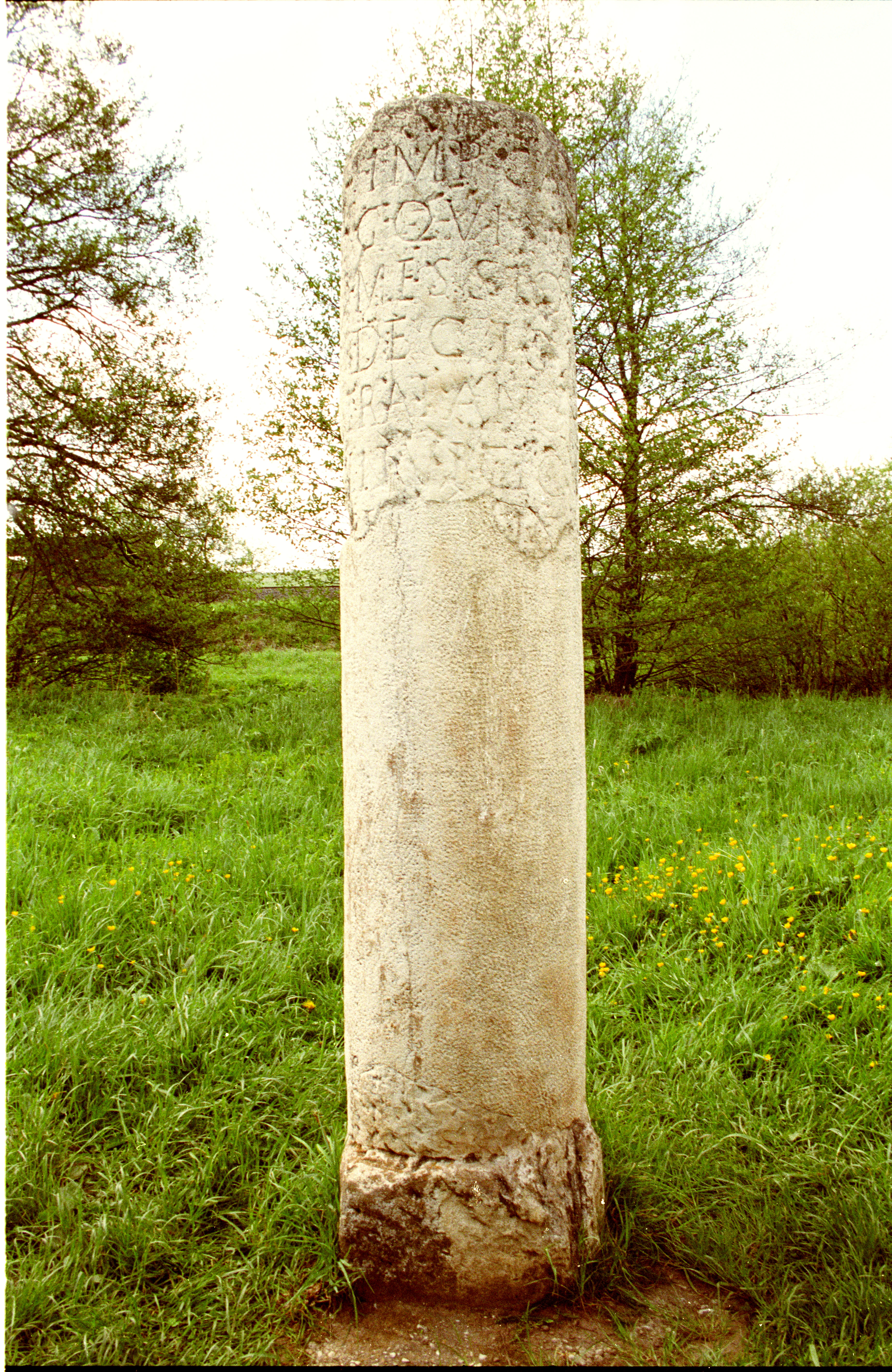
Abguss eines Meilensteins an seinem Fundort am „Steinrütsch“

Digitales Geländemodell mit Römerstraße Trier-Köln

Vor allem die Gemarkung Nettersheim, in der der Vicus liegt, ist reich an Bodendenkmälern aus römischer Zeit:

### Römische Fernstraßen in den Gemarkungen Marmagen und Nettersheim
Die römische Fernstraße Köln-Trier erreichte in der Nähe des „Grünen Pütz“ über eine Serpentine (50° 30′ 40″ N, 6° 36′ 45″ O) die Nettersheim-Marmagener Hochfläche und verlief dann schnurgerade bis zum Schleifbachtal, das von der Straße senkrecht gequert wurde; an der „Görresburg“ erreichte die Fernstraße den Vicus und überwand in ihm auch die Urft; hinter dem „Steinrütsch“ verlief Straße dann weiter durch den „Mürel“, einen bewaldeten Bergrücken.
Auf der Nettersheimer-Marmagener Hochfläche ist der überpflügte Straßendamm im Digitalen Geländemodell noch immer zu erkennen.
Auch im „Mürel“, südlich des Vicus, lässt sich im Digitalen Geländemodell die Straße ausmachen.
Schon 1965 wurden am „Steinrütsch“ in der Nähe der Urft Bruchstücke eines Meilensteins aus der Zeit des Kaisers Decius gefunden.
Er stammt also etwa aus dem Jahr 250 n. Chr.
Ein Abguss dieses Meilensteins steht heute nahe seinem Fundort.
Durch das Gebiet der Gemeinde Nettersheim führte auch noch eine zweite Trasse der Fernstraße Köln-Trier: Sie verlief vom Eichtertal durch die heutige Ortslage von Marmagen zum „Runden Stein“, der vielleicht das Fundament eines römischen Meilensteins ist.

### Ackerterrassen und Pingenfelder
In der Nähe des Vicus befinden sich an Berghängen Ackerterrassen.
Ihre Ursprünge liegen wahrscheinlich in römischer Zeit, sie werden aber in späterer Zeit noch weiter ausgebaut worden sein.
Von den Pingenfeldern, auf denen wahrscheinlich schon die Römer Erz abbauten, ist besonders der Bereich „Weilerbüsch“ und „Weilerheck“ nahe Bahrhaus zu nennen.

### Eifelwasserleitung
Bernhard Clemens August Eick wies erstmals archäologisch nach, dass die Quellfassung am „Grünen Pütz“ (50° 30′ 44″ N, 6° 36′ 30″ O) der äußerste Punkt der Wasserversorgung des antiken Köln war.
Trotzdem vermutete noch Haberey wegen der unfertigen Sandsteinblöcke am „Steinrütsch“ eine mögliche Verbindung mit der Eifelwasserleitung.
Die Vermutung von Haberey ist heute archäologisch widerlegt, da die Bedeutung des „Steinrütsch“ durch die Ausgrabungen seit 2009 geklärt ist.

### Weitere römerzeitliche Funde aus dem Gebiet von Marcomagus
In den Gemarkungen Marmagen und Nettersheim wurden zahlreiche Funde aus römischer Zeit gemacht. Dazu zählen z. B. folgende Gegenstände:
- 300 römische Bronze- und Silbermünzen, 1914 in der Gemarkung Marmagen entdeckt[49]
- Spätrömisches Brandgrab eines etwa 60 Jahre alten Mannes. Zu den Beigaben gehört eine Glasschale mit Darstellung einer Löwenjagd (zunächst als Bärenjagdschale interpretiert), die eine Datierung ins zweite Viertel bis ins mittlere Drittel des 4. Jahrhunderts n. Chr. ermöglicht. 1950 in der Gemarkung Nettersheim gefunden[50]
- Funde von Resten römischer Gebäude und der Römerstraße in Marmagen[51]
- Zahlreiche Funde in Marmagen wie z. B. Münzfund von 1947/48, römisches Brandgrab (entdeckt 1957), Eisenschmelzofen (1993), Schlackenfunde (1994)[52]
- Brandgräber nahe dem Vicus[53]

## Archäologischer Landschaftspark
Am 18. Mai 2014 wurde im Bereich des Vicus ein Archäologischer Landschaftspark eröffnet.
Hier sind Streifenhäuser im Bereich „Auf der Alten Gasse“ und das Kleinkastell am „Steinrütsch“ durch Mauern angedeutet. Die teilrekonstruierte Tempelanlage „Görresburg“ ist schon seit 1977 touristisch erschlossen.

### Rundweg mit acht Stationen
Ein 4,5 km langer Rundweg mit acht Stationen führt vom Naturzentrum Eifel in Nettersheim zum 1,5 km weit entfernten Archäologischen Landschaftspark und zurück:
| Bild | Station      | Koordinaten                     | Beschreibung |
| ---- | ------------ | ------------------------------- | --- |
|      | Start        | 50° 29′ 24,2″ N, 6° 37′ 40,4″ O | Römerstraßen-Infocenter im Naturzentrum Eifel als Startpunkt |
|      | Station I    | 50° 29′ 15,1″ N, 6° 37′ 41,1″ O | Römische Straßenbeläge |
|      | „Excursus“   | 50° 29′ 4″ N, 6° 37′ 20,4″ O    | Naturschutzgebiet Schleifbachtal |
|      | Station II   | 50° 28′ 56,2″ N, 6° 37′ 5,5″ O  | Gallo-römischer Tempelbezirk Görresburg mit Matronenheiligtum |
|      | Station III  | 50° 28′ 53,4″ N, 6° 37′ 4,4″ O  | Ausblick auf die Siedlung Marcomagus zwischen Nettersheim und Marmagen, umfangreiche Ausgrabungsarbeiten durch die Archäologen der Universität zu Köln, Teilrekonstruktionen an ausgewählten Stellen. Teile der Siedlung an der Römerstraße sichtbar. |
|      | Station IV   | 50° 28′ 51,7″ N, 6° 37′ 10″ O   | Streifenhäuser (Archäologisches Fenster) |
|      | Station V    | 50° 28′ 38,9″ N, 6° 37′ 18,3″ O | Kleinkastell an der Steinrütsch mit römischer Brücke über die Urft |
|      | Station VI   | 50° 29′ 8,2″ N, 6° 37′ 38,2″ O  | Rennofen |
|      | Station VII  | 50° 29′ 13,6″ N, 6° 37′ 42,9″ O | Römische Taverne |
|      | Station VIII | 50° 29′ 24,1″ N, 6° 37′ 42,3″ O | Römischer Garten |